# Мергім Маврай
Мергім Маврай (алб. Mërgim Mavraj; 9 червня 1986, Ганау) — албанський та німецький футболіст, захисник клубу «Гамбург» та національної збірної Албанії.

## Клубна кар'єра
Народився 9 червня 1986 року в місті Ганау в родині вихідців з Косова. Вихованець футбольної школи клубу «Дармштадт 98». Дорослу футбольну кар'єру розпочав 2005 року в основній команді того ж клубу, в якій провів два сезони, взявши участь у 38 матчах Регіоналліги, поки команда не вилетіла до четвертого за рівнем дивізіону.
Влітку 2007 року за 350 тис. євро перейшов до «Бохума», проте в першому сезоні виступав здебільшого за дубль. Лише 10 травня 2008 року Маврай дебютував у першій команді в матчі Бундесліги проти «Карлсруе СК». У наступному сезоні 2008/09, його статус у першій команді покращився, і він провів 23 матчів та допоміг своїй команді залишитися в Бундеслізі. За підсумками сезону 2009/10 команда все ж вилетіла з еліти, але Маврай продовжив бути основним гравцем команди.
В січні 2011 року за 200 тис. євро перейшов до іншого клубу Другої бундесліги «Гройтер», з яким за підсумком сезону 2011/12 виграв другий дивізіон та вийшов у Бундеслігу. У сезоні 2012/13 Мергім провів 32 з 34 матчів у Бундеслізі, проте не зміг зберегти команді місце в еліті і наступний сезон знову провів з командою в нижчому дивізіоні, де був капітаном команди. Всього відіграв за «Гройтер» три сезони своєї ігрової кар'єри. Більшість часу, проведеного у складі команди, був основним гравцем захисту команди.
Влітку 2014 року підписав трирічний контракт з новачком Бундесліги «Кельном». Відтоді встиг відіграти за кельнський клуб 15 матчів в національному чемпіонаті.

## Виступи за збірні
Протягом 2007–2009 років залучався до складу молодіжної збірної Німеччини. На молодіжному рівні зіграв у 2 офіційних матчах.
Маврай мав право також виступати і за збірну Албанії, тому що його батьки етнічні албанці з Косова. Проте тривалий час Мергім відмовлявся від запрошень албанських тренерів і лише через кілька років погодився та 22 травня 2012 року дебютував в офіційних матчах у складі національної збірної Албанії в товариській грі проти збірної Катару. Провів у формі головної команди країни 50 матчі, забивши 3 голи.
| Дата       | Місто      | Господарі  | Результат | Гості     | Турнір            | Голи | Примітки |
| ---------- | ---------- | ---------- | --------- | --------- | ----------------- | ---- | -------- |
| 22-5-2012  | Мадрид     | Катар      | 1 – 2     | Албанія   | товариський матч  | -    |          |
| 27-5-2012  | Стамбул    | Албанія    | 1 – 0     | Іран      | товариський матч  | -    |          |
| 15-8-2012  | Тирана     | Албанія    | 0 – 0     | Молдова   | товариський матч  | -    | 89'      |
| 7-9-2012   | Тирана     | Албанія    | 3 – 1     | Кіпр      | Відбір до ЧС 2014 | -    |          |
| 11-9-2012  | Люцерн     | Швейцарія  | 2 – 0     | Албанія   | Відбір до ЧС 2014 | -    |          |
| 12-10-2012 | Тирана     | Албанія    | 1 – 2     | Ісландія  | Відбір до ЧС 2014 | -    | 90'      |
| 16-10-2012 | Тирана     | Албанія    | 1 – 0     | Словенія  | Відбір до ЧС 2014 | -    |          |
| 14-11-2012 | Лансі      | Албанія    | 0 – 0     | Камерун   | товариський матч  | -    |          |
| 22-3-2013  | Осло       | Норвегія   | 0 – 1     | Албанія   | Відбір до ЧС 2014 | -    |          |
| 26-3-2013  | Тирана     | Албанія    | 4 – 1     | Литва     | товариський матч  | -    |          |
| 7-6-2013   | Тирана     | Албанія    | 1 – 1     | Норвегія  | Відбір до ЧС 2014 | -    |          |
| 14-8-2013  | Тирана     | Албанія    | 2 – 0     | Вірменія  | товариський матч  | -    | 46'      |
| 11-10-2013 | Тирана     | Албанія    | 1 – 2     | Швейцарія | Відбір до ЧС 2014 | -    |          |
| 15-10-2013 | Строволос  | Кіпр       | 0 – 0     | Албанія   | Відбір до ЧС 2014 | -    | 88'      |
| 5-3-2014   | Дуррес     | Албанія    | 2 – 0     | Мальта    | товариський матч  | -    |          |
| 4-6-2014   | Будапешт   | Угорщина   | 1 – 0     | Албанія   | товариський матч  | -    |          |
| 8-6-2014   | Серравалле | Сан-Марино | 0 – 3     | Албанія   | товариський матч  | 1    |          |
| 7-9-2014   | Авейру     | Португалія | 0 – 1     | Албанія   | Відбір до ЧЄ 2016 | -    | 67'      |
| 11-10-2014 | Ельбасан   | Албанія    | 1 – 1     | Данія     | Відбір до ЧЄ 2016 | -    |          |
| 14-10-2014 | Белград    | Сербія     | 0 – 3     | Албанія   | Відбір до ЧЄ 2016 | -    |          |
| 14-11-2014 | Ренн       | Франція    | 1 – 1     | Албанія   | товариський матч  | 1    |          |
| 18-11-2014 | Генуя      | Італія     | 1 – 0     | Албанія   | товариський матч  | -    |          |
| 29-3-2015  | Ельбасан   | Албанія    | 2 – 1     | Вірменія  | Відбір до ЧЄ 2016 | 1    |          |
| Усього     |            | Матчів     | 23        |           | Голів             | 3    |          |